# روت کاستا
روت کاستا (انگلیسی: Rute Costa؛ زادهٔ ۱ ژوئن ۱۹۹۴) بازیکن فوتبال اهل پرتغال است.
وی همچنین در تیم‌های ملی فوتبال Portugal women's national beach soccer team و زنان پرتغال بازی کرده‌است.